# ران ماساکی
ران ماساکی (انگلیسی: Ran Masaki؛ زاده ۲۶ ژوئیهٔ ۱۹۶۵) یک بازیگر پورنوگرافی اهل ژاپن است.